# DigiHost
A DigiHost egy informatikai szolgáltatásokkal és weblapfejlesztéssel foglalkozó magyar tulajdonban levő cég, a Melius-Group Kft albrandje. Alapítója és vezetője Czipri J. Gábor és Balatoni Miklós.

## Története
A céget 2013-ban alapította Czipri J. Gábor, aki korábban egyéni vállalkozás formájában foglalkozott informatikai üzemeltetéssel, és kivitelezéssel. Az új albrand megalkotását már Balatoni Miklóssal közösen végezték, aki mint designer és tervező is részt vett a folyamatban. A DigiHost albrand, és vele együtt a Melius-Group Kft azóta egy magas presztízsű informatikai céggé nőtte ki magát. 2016-tól megújult weboldalukon, szinte teljesen automatizált kiszolgálást biztosító rendszerrel biztosít informatikai szolgáltatásokat.

## Szakterületei
A DigiHost főként informatikai területeken tevékenykedik. Ezek közé tartozik a magyarországon elsőként bevezetett és mind ezidáig egyedülálló Raspberry Pi és Bana Pi hoszting szolgáltatásuk, szerverüzemeltetés, virtualizációs technológiák bevezetése, domain regisztrációs szolgáltatás, SSL, weblapkészítés, a webes fejlesztések, illetve az informatikai tanácsadás, továbbá sok egyéb informatikai szolgáltatás. A vállalat székhelye Tatabányán, a Mártírok útja 50. szám alatt található.